# Gremjatschka (Kursk)
Gremjatschka (russisch Гремячка) ist ein Dorf (derewnja) in der Oblast Kursk in Russland. Es gehört zum Rajon Kursk und zur Landgemeinde (selskoje posselenije) Mokowski selsowjet.

## Geographie
Der Ort liegt gut 5 km Luftlinie nordwestlich des Oblastverwaltungszentrums Kursk im südwestlichen Teil der Mittelrussischen Platte, 3 km vom Sitz des Dorfsowjet – 1. Mokwa, 87 km vor Grenze zwischen Russland und der Ukraine, am Fluss Mokwa (rechter Nebenfluss des Seim).

### Klima
Das Klima im Ort ist wie im Rest des Rajons kalt und gemäßigt. Es gibt während des Jahres eine erhebliche Niederschlagsmenge. Dfb lautet die Klassifikation des Klimas nach Köppen und Geiger.

## Bevölkerungsentwicklung
| Jahr | Einwohner |
| ---- | --------- |
| 2002 | 409       |
| 2010 | 397       |

Anmerkung: Volkszählungsdaten

## Verkehr
Gremjatschka liegt 0,5 km vor Fernstraße föderaler Bedeutung M2 „Krim“ (ein Teil der Europastraße E105), an den Straßen interkommunaler Bedeutung 38N-197 (M2 „Krim“ – Poljanskoje – Grenze des Rajon Prjamizyno) und 38N-794 (38N-197 – Gärtnerische gemeinnützige Partnerschaft „Solotaja ossen“), 10 km vom nächsten Bahnhof Kursk (Eisenbahnstrecken: Orjol – Kursk, Kursk – 146 km und Lgow-Kijewski – Kursk) entfernt.
Der Ort liegt 127 km vom internationalen Flughafen von Belgorod entfernt.